# Demulgens
Demulgens (též demulcent, lat. demulceo = hladím) je léčivo, rostlinná droga nebo kosmetický přípravek, který změkčuje a zklidňuje poškozené nebo zanícené povrchy sliznic. Rovněž se používá pro označení látek obalujících léčivo kvůli snížení dráždění sliznice žaludku.
Př.: lanolin, pektin